# Jake Peak
Jake Peak är en bergstopp i Antarktis. Den ligger i Västantarktis. Argentina, Chile och Storbritannien gör anspråk på området. Toppen på Jake Peak är 397 meter över havet. Jake Peak ingår i Princess Royal Range.
Terrängen runt Jake Peak är kuperad åt sydväst, men åt nordost är den platt. Havet är nära Jake Peak åt nordost. Trakten är glest befolkad. Närmaste befolkade plats är Rothera Research Station, 16,8 kilometer söder om Jake Peak. 